# Rieser Bauerntorte
Die Rieser Bauerntorte ist ein kreisrunder, flacher, gedeckter Apfelmuskuchen aus Hefeteig und eine Spezialität des Nördlinger Rieses. Die Torte wird zu besonderen Anlässen wie Kirchweihfesten, Hochzeiten oder Geburtstagen hergestellt und serviert. Die Einfachheit der Torte spiegelt die Einfachheit des bäuerlichen Lebens im Ries wider. Es existiert traditionell eine evangelische und eine katholische Variante, was wahrscheinlich auf das 16. Jahrhundert zurückgeht, als das Ries konfessionell gespalten wurde.

## Katholische und evangelische Bauerntorte
Es ist bis heute nicht völlig geklärt, weshalb es zwei verschiedene Bauerntorten gibt. Man vermutet allerdings, dass die zwei Versionen auf die konfessionelle Spaltung der Region im 16. Jahrhundert zurückzuführen sind. Der Unterschied der beiden Varianten ist am Deckel der runden Apfeltorte erkennbar: Die katholische Form der Rieser Bauentorte bekommt ein Teiggitter in Rautenform, die evangelische Form erhält einen geschlossenen Teigdeckel mit eingeprägten Mustern, welchen man individuell verziert oder einschneidet. Heute hat sich die evangelische Form weitgehend durchgesetzt, weil der geschlossene Deckel die Füllung aus Apfelmus und weiteren Zutaten vergleichsweise länger frisch hält.

## Zubereitung
Jedes Haus verziert die Torte traditionell mit einem eigenen Muster, z. B. Einkerbungen, Einschnitten im Deckel und einem Gitterdeckel. Verzierungen für den geschlossenen Deckel einer evangelischen Bauerntorte sind etwa Ähren, Tannenzweige, Blumen oder Ähnliches. Für die katholische Bauerntorte muss man den Deckel in Streifen schneiden und in Rautenform übereinanderlegen. Die Rieser Bauerntorte hat einen Durchmesser von 40 bis 60 Zentimeter und ist zwei bis drei Zentimeter hoch.